# L'hort dels cirerers

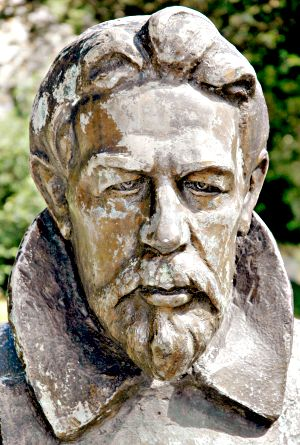
Bust d'Anton Txékhov a Badenweiler, Alemanya

L'hort dels cirerers (en rus: Вишнëвый сад o Vixniovi sad) és la darrera obra teatral del dramaturg Anton Txékhov. Es va estrenar al Teatre d'Art de Moscou el 17 de gener de 1904 en una producció dirigida per Konstantín Stanislavski. Txékhov va projectar aquesta obra com una comèdia i en conté alguns elements; tanmateix, Stanislavski insistí a dirigir l'obra com una tragèdia. Des d'aquesta producció inicial, els directors de teatre han hagut de lluitar contra la doble naturalesa d'aquesta obra.
L'obra es refereix a una dona de l'aristocràcia russa i la seva família en el seu retorn a una finca de la família (que inclou un hort, o més exactament un verger, de cirerers gran i ben conegut), just abans que se subhasti per pagar la hipoteca. Mentre que es presenten opcions per salvar el patrimoni, la família, essencialment no fa res i l'obra acaba amb la finca venuda a un fill d'un vell serf, i amb la família sentint el soroll del jardí dels cirerers quan es talla. La història presenta temes de futilitat cultural, tant la futilitat de l'aristocràcia per mantenir la seva situació com de la inutilitat de la burgesia per trobar el significat en el seu nou materialisme. Reflecteix les forces socioeconòmiques en el treball a Rússia al començament del segle xx, incloent-hi l'augment de la classe mitjana després de l'abolició de la servitud a la meitat del segle xix i l'enfonsament de l'aristocràcia, l'obra reflecteix les forces en el treball de tot el món en aquest període.
Des de la seva estrena a Moscou, l'obra s'ha traduït a moltes llengües, també en català, i s'ha produït arreu del món, que ha esdevingut un clàssic de la literatura. Els principals directors de teatre occidentals que l'han dirigida inclouen Charles Laughton, Peter Brook, Andrei Serban, Eva Le Gallienne, Jean-Louis Barrault, Tyrone Guthrie i Giorgio Strehler.
L'obra ha influenciat molts autors com Eugene O'Neill, George Bernard Shaw i Arthur Miller.

## Papers
| - Lubov Andreievna Ranevski (Mme. Ranevski), un terratinent - Ània, la seva filla de 17 anys - Vària (Barbara), la seva filla adoptiva de 27 anys - Leonid Andreievitx Gaiev, el germà de Mme. Ranevsky - Ermolai Alexeievitx Lopakhin, un mercader - Peter Serguieievitx Trofimov, un estudiant - Boris Borisovitx Simeonov-pisxin, un terratinent - Charlotta Ivanovna, una institutriu | - Simeon Panteleievitx Epikhovdov, un empleat - Duniaixa (Avdótia Fedorovna), una criada - Fiers, un vell lacai de 87 anys - Iaixa, un lacai jove - Un vagabund - Un cap d'estació - Empleat d'oficina de correus - Invitats - Un criat |